# District historique de Johnson Lake Mine
Le district historique de Johnson Lake Mine, en anglais Johnson Lake Mine Historic District, est un district historique du comté de White Pine, dans le Nevada, aux États-Unis. Protégé au sein du parc national du Grand Bassin, il est lui-même inscrit au Registre national des lieux historiques depuis le 2 novembre 1995.